# مفصل اطلسی‌محوری
مفصل اطلسی‌محوری (انگلیسی: Atlanto-axial joint شامل ۳ مفصل می‌باشد که عبارتند از: دو مفصل بین توده‌های طرفی مهره های اطلس و محوری، و یک مفصل بین زائده ادنتوئید مهره محوری و قسمت خلفی قوس قدامی مهره اطلس.